# Gornja Otulja
Gornja Otulja (en serbe cyrillique : Горња Отуља) est un village de Serbie situé sur le territoire de la Ville de Vranje, district de Pčinja. Au recensement de 2011, il comptait 5 habitants.

## Démographie
| 1948 | 1953 | 1961 | 1971 | 1981 | 1991 | 2002 | 2011 |
| ---- | ---- | ---- | ---- | ---- | ---- | ---- | ---- |
| 79   | 93   | 83   | 67   | 49   | 25   | 13   | 5    |

|  |